# Lisa Summerour
Lisa D. Summerour (* in Milwaukee, Wisconsin) ist eine US-amerikanische Schauspielerin und Coach.

## Leben
Lisa Summerour wurde Anfang der 1960er Jahre in Milwaukee geboren. 1986 wurde sie als erste Afroamerikanerin mit dem Titel der Miss New Jersey USA ausgezeichnet.
1993 wurde sie durch ihre Rolle als Lisa Miller in Jonathan Demmes AIDS-Drama Philadelphia an der Seite von Denzel Washington einem größeren Publikum bekannt. Danach folgten kleinere Rollen in Filmen wie Junior, Das Mercury Puzzle, Menschenkind und The Sixth Sense sowie einige Fernsehrollen. Anfang der 2000er Jahre zog sie sich von der Schauspielerei zurück.
Seither arbeitet sie als Coach für Unternehmen, vor allem im Bereich des Executive Coaching. Sie führt ihr Unternehmen Summerour and Associates Inc.
Ihre Ausbildung absolvierte sie bei der International Association of Coaching. Sie hat einen Bachelor of Arts in Soziologie der Trenton State University, einen Master in Management der Indiana Wesleyan University und einen Master in Christian Studies der Grand Canyon University. Ihren Doktor der Erziehungswissenschaften mit dem Schwerpunkt ethische Führung erwarb sie an der Olivet Nazarene University.

## Filmografie
- 1993: Philadelphia
- 1994: Der Feind in den eigenen Reihen (The Enemy Within, Fernsehfilm)
- 1994: Junior
- 1995: New York Undercover (Fernsehserie, 1 Episode)
- 1998: Das Mercury Puzzle (Mercury Rising)
- 1998: X-Factor: Das Unfassbare (Beyond Belief: Fact or Fiction, Fernsehserie, 2 Episoden)
- 1998: Menschenkind (Beloved)
- 1999: The Sixth Sense
- 1999: Third Watch – Einsatz am Limit (Third Watch, Fernsehserie, 1 Episode)
- 1999, 2001: Law & Order: Special Victims Unit (Fernsehserie, 2 Episoden)

## Publikationen
- Emad Rahim, Richard Q. Holloway, Lisa D. Summerour: The 4-Tions: Your Guide to Developing Successful Job Search Strategies. FastPencil, Campbell, California, 2014, ISBN 978-1-619-33360-4.
- Lisa Summerour: Examining African American and Caucasian Female Proteges' Perspectives about the Relationship of their Mentors' Performance of Mentoring Functions and Race. Olivet Nazarene University, 2015. (Dissertation)
- Lisa Summerour: Get Ready to Work Workbook: What You Need to Know Before Your Next Interview. Clean Sweep Publishing, 2021, ISBN 978-1-734-09729-0.